# 不賽因
不賽因（波斯语： Abu Sa'id Bahadur Khan；1304年6月2日 -1335年11月30日），蒙古人，完者都之子，伊兒汗國的第九任君主。1317年4月  - 1335年11月30日在位。

## 生平
不賽因本来受封于呼罗珊。1316年12月16日完者都去世，由儿子不赛因即位。他年幼，元帅楚邦（出班）掌权，杀死宰相拉施德丁。1318年平定牙撒吾儿之乱，击退钦察汗国月即别对打耳班（达尔班特）的进犯。因为作战英勇被尊称八哈都儿汗。1323年，与埃及议和。1324年，遣使恭贺泰定帝即位，为出班请封，元朝封楚邦为翊国公。之后至元文宗时多次向元朝进贡驼马、珍宝。其中1326年，进贡六次。出班擅权，1327年，不賽因杀死出班第三子的马失火者，出班于是造反，兵败被杀。不赛因为拉施德丁平反。不赛因统治19年后去世，由于不賽因死後无嗣，大臣一度提出找阿里不哥後人阿儿巴當可汗，但也無法阻止各方势力争相推出自己的傀儡；包括出班的孙子建立的丘拜尼王朝，伊兒汗國遂陷於分裂局面、走向瓦解，直到帖木兒将波斯纳入帖木兒帝国的版图後才終結。

## 延伸阅读
[在维基数据编辑]
 《新元史/卷109》，出自柯劭忞《新元史》
 在维基共享资源阅览影像